# Oligowithius abnormis
Espèce
Synonymes
- Dolichowithius abnormis Beier, 1936

Oligowithius abnormis est une espèce de pseudoscorpions de la famille des Withiidae.

## Distribution
Cette espèce est endémique de l'État de Trujillo au Venezuela. Elle se rencontre vers La Ceiba.

## Description
Le mâle holotype mesure 1,7 mm.

## Systématique et taxinomie
Cette espèce a été décrite sous le protonyme Dolichowithius abnormis par Beier en 1936. Elle est placée dans le genre Oligowithius par Romero-Ortiz, Sarmiento et Harvey en 2023.

## Publication originale
- Beier, 1936 : « Zoologische Ergebnisse einer Reise nach Bonaire, Curaçao und Aruba im Jahre 1930. No. 21. Einige neue neotropische Pseudoscorpione. » Zoologische Jahrbücher, Abteilung für Systematik, Ökologie und Geographie der Tiere, vol. 67, p. 443-447.